# هارالد هيد
هارالد هيد (بالنرويجية البوكمول: Harald Heide)‏ هو موزع وموسيقي وملحن نرويجي، ولد في 8 مارس 1876 في فريدريكستاد في النرويج، وتوفي في 27 يناير 1956 في برغن في النرويج.